# Фредериктаун-Милсборо (Пенсилванија)
Фредериктаун-Милсборо (енгл. Fredericktown-Millsboro) град је у америчкој савезној држави Пенсилванија.

## Демографија
По попису из 2000. године број становника је 1.094.
| Група             | 2000.         | 2010.    |
| Белци             | 1.067 (97,5%) | 0 (0,0%) |
| Афроамериканци    | 11 (1,0%)     | 0 (0,0%) |
| Азијати           | 0 (0,0%)      | 0 (0,0%) |
| Хиспаноамериканци | 4 (0,4%)      | 0 (0,0%) |
| Укупно            | 1.094         | 0        |